# 不正入試
不正入試（ふせいにゅうし）とは、学校の入学試験の不正行為の総称。受験者側が大学側に働きかけを行わずに不正な手段を講じて合格する、または学校側が不正な手段で受験生を合格（不合格）にさせる行為。後者に関しては受験生側から学校関係者側へ謝礼（報酬）のやり取りが生じることがある。

## 大学側が関与した主な不正入試

### 日本
- 早稲田大学商学部入試問題漏洩事件（1980年）
- 帝京大学医学部裏口入学事件(2002年)
- 蒲田高校入試問題（2011年発覚） - 服装に問題がある受験生の得点を操作して不合格にした例。
- 医学部不正入試問題（2018年） - 東京医科大学の不正入試を契機に複数の大学における得点調整が明るみに出た[1][2]。
  - 文部科学省汚職事件

### 韓国
- 崔順実ゲート事件（2016年発覚）[3]

### 北朝鮮
- 金日成高級党学校不正入試（2020年発覚）[4]

## 大学教授・講師などが関与した不正入試

### 日本
- 東京ゼミナール裏口入学詐欺事件（1979年発覚） - 医科・歯科系専門予備校が日本大学歯学部、神奈川歯科大学、日本歯科大学の教授らから事前に入試問題を買い取り、受験生に特別講習の形で指導していた[5]。

## 受験生側が講じた主な不正入試
- カンニング（多数）
  - 大学入試問題ネット投稿事件（2011年）
- 替え玉受験（多数）
- フェリシティ・ハフマン、ロリ・ロックリンなどによる不正入試（2019年） - 50人以上が訴追されるアメリカ最大規模の不正入試の発覚[6]

## その他
- 大阪大学・大阪市立大学医学部入試問題密売事件

## 謝礼

### 課税
- 日本では不正入試が発覚した後、学校側関係者が受領した謝礼について、国税局が申告漏れを指摘した例がある[7]。